# Хар, Джон Хью, 1-й виконт Блэкенхем
Джон Хью Хар, 1-й виконт Блэкенхем (англ. John Hare, 1st Viscount Blakenham; 22 января 1911 — 7 марта 1982) — британский консервативный политик.

## Происхождение и образование
Родился 22 января 1911 года. Третий сын англо-ирландского аристократа Ричарда Хара, 4-го графа Листоуэла (1866—1931), и достопочтенной Фреды Ванден-Бампде-Джонстон (1885—1968). Его старший брат, 5-й граф Листоуэл, был видным политиком-лейбористом. Он получил образование в Итонском колледже.

## Политическая карьера
Джон Хар был олдерменом Совета графства Лондон (1937—1952) и участвовал во Второй мировой войне в составе Саффолкского йоменского полка в Италии, был награжден орденом Почетного легиона и назначен офицером ордена Британской империи.
Он заседал в Палате общин Великобритании от Вудбриджа (1945—1950) и от Садбери и Вудбриджа (1950—1963), он также был вице-президентом Консервативной партии в 1952—1955 годах. Он работал в правительстве сэра Энтони Идена в качестве государственного министра колоний (1955—1956) и под руководством Идена и его преемника Гарольда Макмиллана в качестве государственного секретаря по вопросам войны (1956—1958).
Позже он занимал должность министра сельского хозяйства, рыболовства и продовольствия при Макмиллане с 1958 по 1960 год и министра труда с 1960 по 1963 год. Он был принят в Тайный совет Великобритании в 1955 году, а 8 ноября 1963 года он был возведен в звание пэра как виконт Блэкенхем из Литл-Блейкнема в графстве Саффолк. Затем в правительстве сэра Алека Дугласа-Хьюма Джон Хар занимал посты канцлера герцогства Ланкастер и заместителя лидера Палаты лордов с 1963 по 1964 год, а также был председателем Консервативной партии с 1963 по 1965 год.

## Семья
31 января 1934 года лорд Блейкенхэм женился на достопочтенной Берил Нэнси Пирсон (25 февраля 1908 — 2 ноября 1994), дочери Уитмана Пирсона, 2-го виконта Коудрея, и Агнес Берил Спенсер-Черчилль. У супругов было трое детей:
- Достопочтенная Мэри Энн Хар (род. 9 апреля 1936)
- Майкл Джон Хар, 2-й виконт Блэкенхем (25 января 1938 — 8 января 2018), преемник отца.
- Достопочтенная Джоанна Фреда Хар (род. 27 июля 1942)

В 1967 году Джоанна вышла замуж за американского адвоката и профессора юридического факультета Гарвардского университета Стивена Брайера. В 1980 году Брайер был назначен окружным судьей Апелляционного суда США по первому округу, а в 1994 году — судьей Верховного суда США.
Лорд Блэкэнхем скончался в марте 1982 года в возрасте 71 года, и его виконтство унаследовал его единственный сын Майкл.